# A Little More
A Little More è un singolo della cantante canadese Alessia Cara, pubblicato l'11 luglio 2018 come primo promozionale estratto dal secondo album The Pains of Growing. Il brano è stato scritto e composto dalla stessa cantante ed è stato prodotto interamente dalla cantante stessa.

## Tracce
Download digitale
1. A Little More – 2:24